# Benešov u Semil
Pour les articles homonymes, voir Benešov (homonymie).
Benešov u Semil (en allemand : Beneschau bei Semil) est une commune du district de Semily, dans la région de Liberec, en Tchéquie. Sa population s'élevait à 846 habitants en 2021.

## Géographie
Benešov u Semil se trouve sur la rive droite de la rivière Jizera, à 3 km à l'est du centre de Semily, à 29 km au sud-est de Liberec et à 89 km au nord-est de Prague.
La commune est limitée par Příkrý au nord, par Háje nad Jizerou à l'est, par la Jizera et les communes de Bystrá nad Jizerou, Košťálov et par Slaná au sud et à l'ouest, et par Semily à l'ouest.

## Histoire
La première mention écrite du village date de 1411.

## Transports
Par la route, Benešov u Semil se trouve à 3 km du centre de Semily, à 41 km de Liberec et à 113 km de Prague.